# Сургутський завод стабілізації конденсату
Сургутський завод стабілізації конденсату – виробничий майданчик у Тюменській області Росії. З 2012-го офіційно відомий як завод імені В.С. Чорномирдіна.
Завод отримує сировину з двох джерел:
- по трубопроводу Уренгой – Сургут з Новоуренгойського заводу підготовки конденсату до транспортування. В 2013-му по цьому маршруту подали 8,7 млн тон, при цьому велись роботи з метою суттєвого збільшення зазначеного показника;
- з родовищ Сургутського нафтовидобувного району (Федорівське, Лянторське, Бистрінське, Західно-Сургутське, Яунлорське та інші).
Сургутський майданчик має три установки стабілізації деетанізованого конденсату, які стали до ладу в 1985, 1988 та 2014 роках і мають річну потужність на рівні 5,75 млн тон, 2,3 млн тон та 4 млн тон відповідно. Таким чином, загальна потужність майданчику перевищує 12 млн тон на рік. Основною продукцією установок є стабілізований газовий конденсат та фракція С3+ (у російській термінології відома як широка фракція легких вуглеводнів, ШФЛУ). Також отримують паливний газ, який використовують для власних потреб або на сусідньому Сургутському газопереробному заводі.
Видачу ШФЛУ первісно організували по спеціалізованому продуктопроводу Західний Сибір – Поволжжя, а в 1997-му ввели в дію і власні потужності з фракціонування:
- блок вилучення ізопентану, який може пропускати 1,44 млн тон сировини на рік із отриманням ізопентану, пентан-гексанової та пропан-бутанової фракцій;
- установку розділення пропан-бутанової фракції потужністю 1 млн тон на рік.
Ще з 1986-го майданчик став виробляти певні обсяги дизельного палива для місцевих потреб, а з плином часу він перетворився на повноцінний конденсатопереробний завод, що має:
- запущену в 1993-му установку виробництва моторних палив річною потужністю по сировині 4 млн тон (у складі сировини вміст бензинової та дизельної фракцій становить біля 50%);
- введену в 1994-му блочну установку каталітичного риформінгу потужністю 100 тисяч тон, яка дозволила випускати високооктанові компоненти палива;
- запущений в 2002 – 2003 роках комплекс, що включає установки каталітичного риформінгу, гідроочищення бензинових фракцій та депарафінізації дизельного палива річно потужністю 1,1 млн тон, 1 млн тон та 0,6 млн тон відповідно.
В 2005-му почали випуск палива для реактивних двигунів і станом на середину 2010-х могли випускати 160 тисяч тон авіаційного керосину.
В 2016-му завод прийняв 9,6 млн тон конденсату та випустив 2,7 млн тон зріджених вуглеводневих газів, 1,5 млн тон бензину та 0,7 млн тон дизельного пального. Ще одним важливим видом продукції є naphtha – суміш легких рідких вуглеводнів,  яка є цінною сировиною для піролізу у нафтохімічній промисловості.